# Christopher Dickens
Christopher Dickens (auch bekannt als Chris Dickens oder Charlie Dickens; * in England) ist ein britischer Filmeditor.

## Leben
Der in England geborene Christopher Dickens schloss 1990 sein Studium an der Filmschule in Bournemouth ab. Ende der 1990er war er für den Schnitt der britischen Sitcom Spaced verantwortlich; danach arbeitete er für weitere drei Jahre an der von der BBC produzierten Comedy-Sendung Look Around You. Diese wurde 2003 für den British Academy Film Award nominiert.
Nach Spaced folgte 2004 eine weitere Zusammenarbeit mit dem Regisseur Edgar Wright sowie dem britischen Komiker, Schauspieler und Drehbuchautor Simon Pegg. Nach diesem ersten Spielfilmprojekt Shaun of the Dead entstand 2006 die Polizeifilmsatire Hot Fuzz.
Bei dem in Mumbai gedrehten Film Slumdog Millionär von Danny Boyle konnte Christopher Dickens sein Gespür für komödiantisches Timing voll zum Einsatz bringen und gewann dafür 2009 den BAFTA Award, den American Cinema Editors Award, den Online Film Critics Society Awards, den Boston Society of Film Critics Award sowie den Oscar für den Besten Schnitt.
Im Abspann wird er manchmal Charlie statt Christopher genannt. Sein Schaffen umfasst mehr als 45 Produktionen für Film und Fernsehen.

## Filmografie (Auswahl)
- 1999–2001: Spaced (Fernsehserie)
- 2002–2005: Look Around You (Fernsehserie)
- 2004: Shaun of the Dead
- 2004: Chuckys Baby (Seed of Chucky)
- 2005: Goal – Lebe deinen Traum (Goal!)
- 2007: Gone – Lauf um dein Leben (Gone)
- 2007: Hot Fuzz – Zwei abgewichste Profis (Hot Fuzz)
- 2008: A Complete History of My Sexual Failures
- 2008: Slumdog Millionär (Slumdog Millionaire)
- 2010: Submarine
- 2011: Paul – Ein Alien auf der Flucht (Paul)
- 2012: Berberian Sound Studio
- 2012: Les Misérables
- 2013: Wizard’s Way
- 2013: The Double
- 2015: Suite française – Melodie der Liebe (Suite française)
- 2015: Macbeth
- 2016: Genius – Die tausend Seiten einer Freundschaft (Genius)
- 2017: Die Macht des Bösen (The Man with the Iron Heart)
- 2018: Maria Stuart, Königin von Schottland (Mary Queen of Scots)
- 2019: Rocketman
- 2020: Lovers Rock
- 2020: Mangrove
- 2024: Timestalker
- 2024: The Crow